# Missa Dominicus (Mozart)

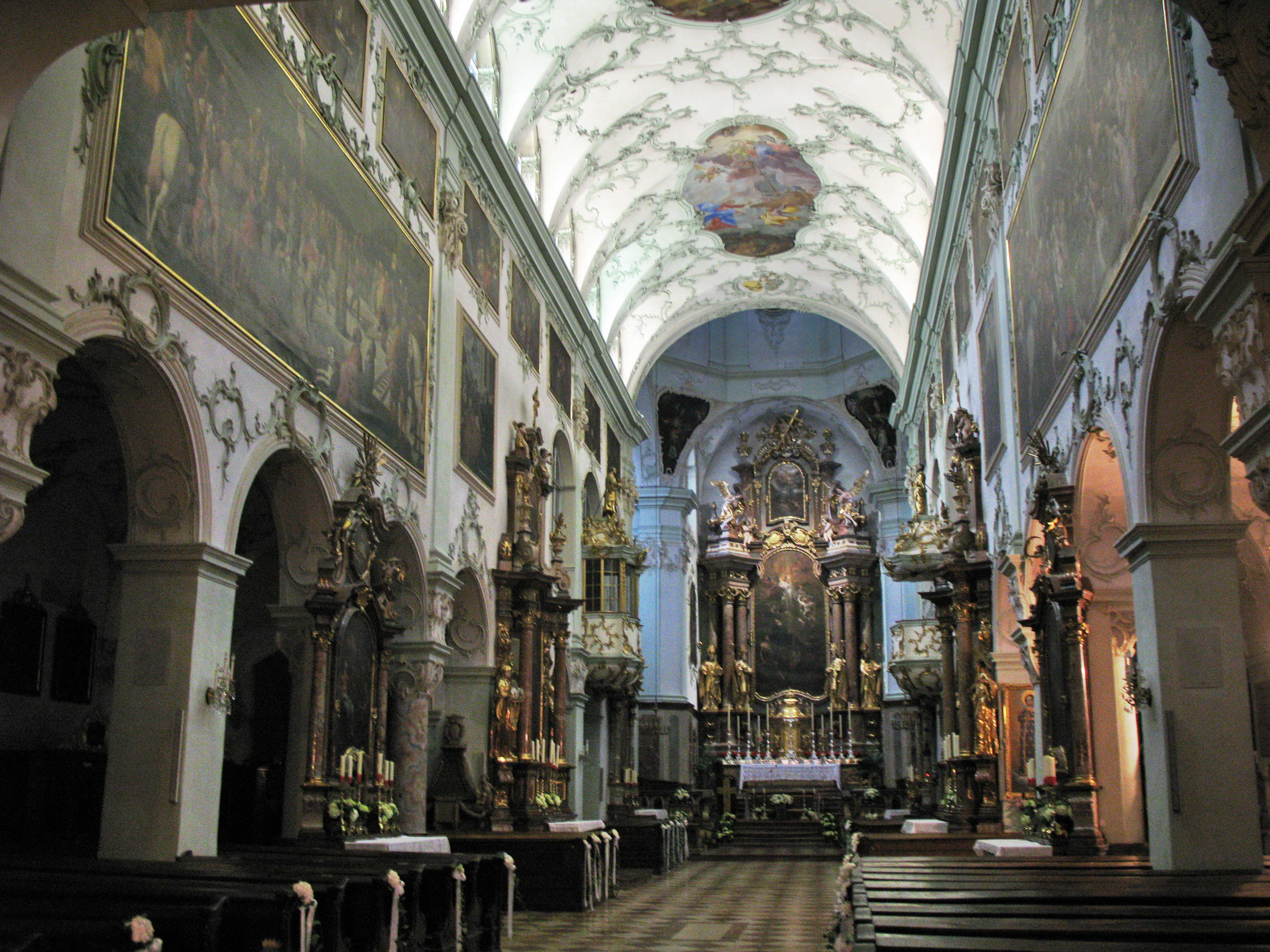
Abadía de San Pedro. Salzburgo, Austria.

La Missa Solemnis en do mayor, K. 66, más conocida como «Missa Dominicus», es una misa compuesta por Wolfgang Amadeus Mozart y concluida en octubre de 1769. Debido a su longitud y sus características, la misa se clasifica como una missa solemnis.

## Historia
Mozart compuso la misa por mandato de Cajetan Hagenauer, hijo de Lorenz Hagenauer, arrendador de Mozart y amigo de la familia. Cajetan había entrado como monje a la Abadía de San Pedro, un monasterio benedictino mientras los Mozart estaban haciendo su gran gira por Europa. Cuando fue ordenado sacerdote en 1769, tomó el nombre de Pater Dominicus y celebró su primera misa mayor. Este hecho da el apodo a la obra, Dominicusmesse o Pater Dominicusmesse. Leopold Mozart dirigió el estreno de la misa en una iglesia de los jesuitas en Salzburgo; se cree que el éxito de esta actuación impulsó la primera gira italiana de Wolfgang.

## Estructura
Consta de seis movimientos:
1. Kyrie (Adagio, do mayor, 4/4)
—Kyrie eleison... (Allegro, do mayor, 3/4)
2. Gloria (Allegro moderato), do mayor, 3/4)
—Laudamus te... (Andante grazioso, fa mayor, 2/4; dueto soprano/contralto)
—Gratias agimus tibi... (Adagio, do mayor, 4/4)
—Propter magnam gloriam tuam... (Allegro, do mayor, 4/4)
—Domine Deus... (Un poco andante, sol mayor, 3/4; tenor)
—Qui tollis peccata mundi... (Un poco adagio, sol menor, 4/4)
—Quoniam tu... (Andante ma un poco Allegro), fa mayor, 3/4; soprano)
—Cum Sancto Spiritu... (Alla breve, do mayor, 2/2)
3. Credo (Molto allegro, do mayor, 4/4)
—Et incarnatus est... (Adagio, fa mayor, 3/4; solistas)
—Crucifixus... (Adagio, do menor, 4/4)
—Et resurrexit... (Molto allegro, do mayor, 4/4)
—Et in Spiritum Sanctum Dominum... (Andante, sol mayor, 3/4; tenor)
—Et in unam sanctam... (Moderato, do mayor, 4/4)
—Et vitam venturi saeculi... (Allegro, do mayor, 3/4)
4. Sanctus (Adagio, do mayor, 4/4)
—Pleni sunt coeli et terra... (Allegro, do mayor, 3/4)
—Hosanna in excelsis... (Moderato, do mayor, 4/4)
5. Benedictus (Allegro moderato, sol mayor, 4/4; solistas)
—Hosanna in excelsis... (Moderato, do mayor, 4/4)
6. Agnus Dei (Allegro moderato, do mayor, 4/4)
—Dona nobis pacem... (Allegro, do mayor, 3/8)

## Instrumentación
La obra está compuesta para cuatro voces solistas (soprano, contralto, tenor y bajo), coro mixto a cuatro voces y una orquesta integrada por violines (I y II), dos oboes, dos trompas, dos clarines (trompetas agudas), dos trompetas y bajo continuo.